# Romanizacija
Romanizacija ali latinizacija pomeni uvajanje rimske kulture in latinskega jezika na območjih, ki jih je zasedel antični Rim. Z romanizacijo so lokalna ljudstva prevzela latinščino kot uradni in obči jezik ter v svojo upravo uvedla rimsko pravo.
Romanizacija je potekala v več fazah, pričela se je z rimsko vojaško zasedbo določenega območja. Kasneje se je za potrebe Rimljanov pričela gradnje infrastrukture, kasneje pa še ostalih civilnih objektov (med njimi najpomembnejši templji). Po izgradnji infrastrukture so tja pričeli naseljevati rimske državljane (med njimi so bili pogosto vojni veterani). V vojaške enote so vključevali tudi domačine ter sodelujoče nagrajevali z državljanstvom. Preko bogatejših domačinov so Rimljani kasneje lažje uvajali rimske navade.